# De Tomaso Deauville
La De Tomaso Deauville è un'automobile prodotta dalla De Tomaso tra il 1971 ed il 1988.

## Il contesto
Alla fine degli anni sessanta, con la Maserati Quattroporte I a fine carriera e priva di un'erede (che sarebbe arrivata, salvo la parentesi, nel 1976, della Quattroporte II prodotta in 15 esemplari, soltanto alla fine degli anni settanta) e la costosa Iso Rivolta Fidia condannata al ruolo di oggetto misterioso, il vulcanico Alejandro De Tomaso accarezzò l'idea di divenire l'unico costruttore in Italia a produrre una berlina di lusso.
Da queste premesse nel 1971 nacque la Deauville, una berlina a 3 volumi e 4 porte disegnata da Tom Tjaarda (allora in forza alla Ghia), destinata, secondo i piani della casa, a sfidare Jaguar e Mercedes sul loro terreno.
E proprio dalla Jaguar XJ la nuova De Tomaso traeva (in modo piuttosto evidente) la propria ispirazione stilistica.

## La vettura

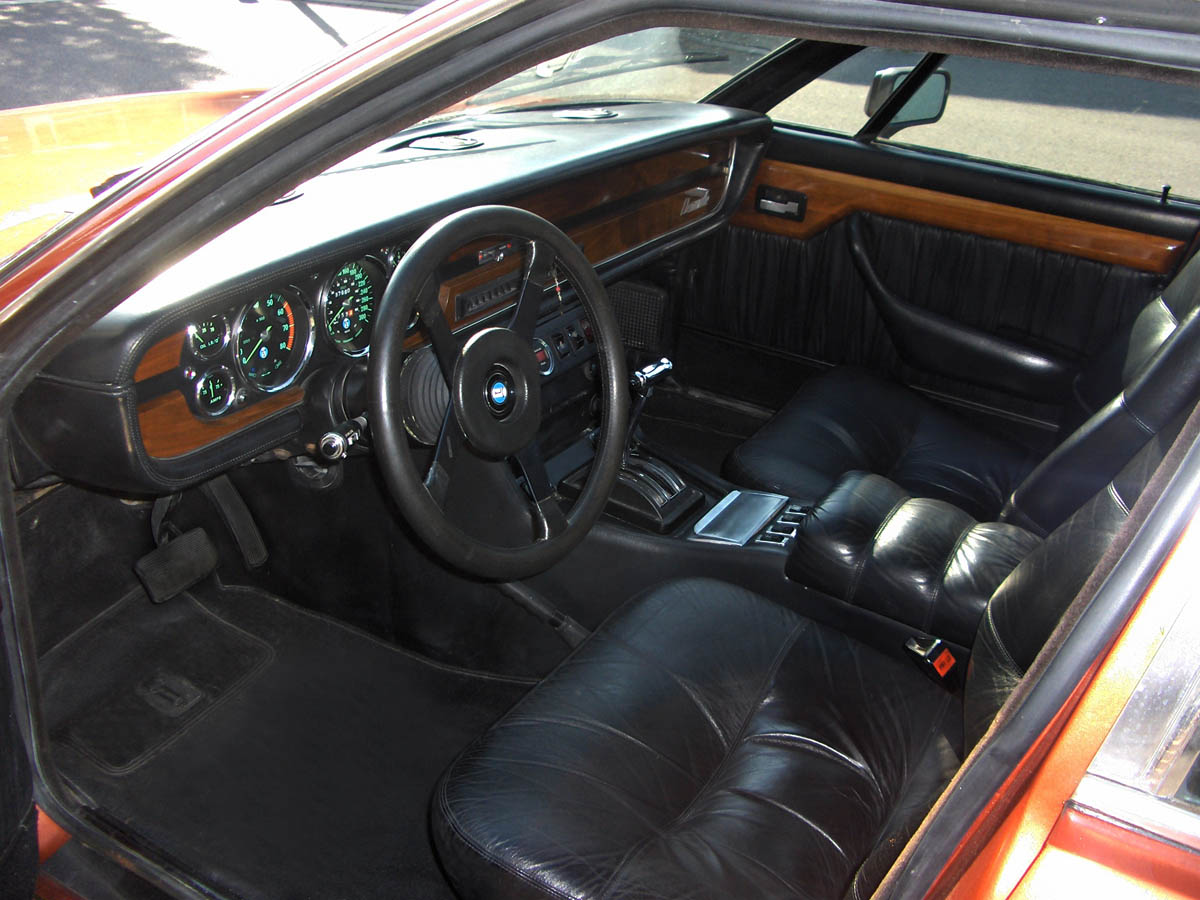
Vista degli interni

A livello tecnico, invece, adottava soluzioni consone al proprio "censo": trazione posteriore, motore V8 anteriore longitudinale, sospensioni a ruote indipendenti sia davanti che dietro e 4 freni a disco autoventilati.
A spingere la nuova berlina di Modena ci pensava un V8 Ford monoalbero (nel basamento) di 5763 cm³ da 300 CV, alimentato da un carburatore quadricorpo Holley ed abbinato ad una trasmissione manuale ZF a 5 rapporti o, in alternativa, ad un cambio automatico a 3 rapporti. In entrambi i casi il differenziale era di tipo autobloccante.
Riccamente rifinita (plancia rivestita in legno di noce, sedili in velluto pregiato) e dotata di prestazioni sportive (240 km/h), la Deauville non ottenne il successo che il costruttore italo-argentino s'attendeva.
Le ragioni furono molteplici: la mancata omologazione negli Stati Uniti (florido mercato per questo tipo di automobili), la poco capillare rete di vendita in Europa, il venir meno dell'appoggio ufficiale della Ford ed il prezzo decisamente elevato.
Nel 1972, ad esempio, il prezzo di listino era di 6.500.000 lire e non comprendeva accessori "obbligatori" come i vetri elettrici, gli interni in pelle, il servosterzo, l'aria condizionata, il lunotto termico, i cerchi in lega leggera ed il cambio automatico, aggiungendo i quali il prezzo schizzava a 8.500.000 (contro i 5.575.000 della Mercedes 350 SE e i 5.870.000 della Jaguar XJ6 4.2 De Luxe Automatica).

## L'evoluzione
Durante la sua lunga carriera la Deauville subì poche modifiche. La più importante nel 1980 quando cambiarono i paraurti (più grandi e con cantonali in plastica), i comandi e le finiture.
Nel 1984 venne allestita, in esemplare unico, una versione station wagon, che rimarrà in uso alla famiglia De Tomaso (in particolare alla moglie di Alejandro).
Un esemplare blindato è stato in dotazione alla polizia di stato ha trasportato il Presidente Pertini ed ora è conservato nel museo del corpo, un altro esemplare blindato era stato commissionato dall'ambasciatore del Belgio in Italia ed un terzo esemplare pesantemente blindato ritrovato solo di recente era appartenuto ad un imprenditore.
Nei 17 anni di produzione (cessata nel 1988), sono stati costruiti 244 esemplari di Deauville.